# 贺龙
贺龙（1896年3月22日—1969年6月9日），原名贺文常，字云卿，湖南省桑植县洪家關人。中国工农红军與中国人民解放军的主要創始人之一，原正国级领导人，於文化大革命時遭到迫害而死。
贺龙1914年参加中华革命党，曾手持两把菜刀袭击慈利县长卫兵，史称“两把菜刀闹革命”。曾任讨袁护国军指挥、湘西护国军营长、靖国军团长、四川警备旅旅长、混成旅旅长、建国川军师长。曾率部与北洋军阀及四川军阀杨森作战。1926年，贺龙参加北伐战争，任国民革命军第九军第一师师长、第二十军军长。1927年8月1日，他担任南昌起义总指挥，此后回到湘西，组建红二军团，任军团长，并开辟洪湖苏区。1936年，任红二方面军总指挥，参加长征。抗日战争时期，他任八路军120师师长、陕甘宁晋绥联防军司令员，参加百团大战。第二次国共内战时期，他任西北军区司令员，组织后方工作。
中华人民共和国成立后，他任中共中央西南局第三书记、西南军区司令员。1952年，任国家体委主任，开创中华人民共和国体育事业。1954年，出任国务院副总理、中华人民共和国国防委员会副主席。1955年，被授予中华人民共和国元帅军衔。1959年担任中央军委副主席、国防工业委员会主任。文化大革命时，被林彪和康生指控为准备推动“二月兵變”，于1969年6月9日遭迫害致死。1974年，中共中央宣布为贺龙平反。

## 生平

### 早年经历

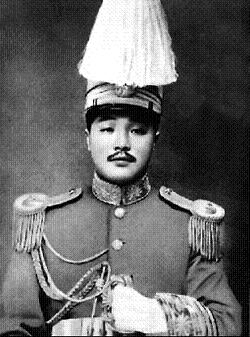
1925年4月，任澧州镇守使时的贺龙。

清光緒二十二年（1896年）2月9日，贺文常出生在湖南省桑植县洪家关:1。先祖原籍湖廣安陆府钟祥县贺家湾。远祖贺崇先，明末随农民起义武装余部来到湖南，在慈利县九溪卫落户。清顺治十年，桑植县土家族群众举兵起义，清政府派兵镇压:1。当时，桑植属九溪卫巡检司管辖。贺崇先被迫应征加入清军到了桑植，后来就在洪家关定居下来。桑植习俗将居民划分为“军、民、客、土、苗”5家，“军家”是指从军后在当地落户的人家，贺氏属于汉族军家:2。
贺文常五岁时，在本乡私塾读书:3。后因家境贫寒，在家从事辅助劳动，农闲时跟父亲学裁缝:4。十四岁时，与人结伴运盐谋生:4。1914年，参加中华革命党:7。1916年1月参与领导湘西暴动，发动群众攻打石門县城:9。3月，率领乡邻21人捣毁芭茅溪盐局，缴枪12支:10。随即，组织桑植讨袁护国民军并任总指挥，后任湘西护国军左翼第1梯团第2营营长。失败后前往长沙，改名贺龙。在此期间，贺龙因刺杀谭延闿失败被捕，后获释:11。1917年9月，贺龙回乡组织农民武装，参加援鄂战争，任湘西护法援鄂军民军第1路游击司令:12。12月，因受上级猜忌被解除武装。返乡途中在石门、慈利交界的两水井，与吴玉霖用两把菜刀袭击慈利县长卫兵，夺枪两支，重新拉起队伍:13。
1918年起，贺龙任湘西护法军第1营营长、湘西靖国军第3梯团梯团长、湘西巡防军第2支队司令等职:15。1920年，贺龙在驻防桃源期间与“进步人士”交往，开始接受马克思主义:17。1922年，随援川军入川，同四川军阀部队作战，任川东边防军警备旅旅长，负责长江防务:18。1923年6月，被孙中山委任为四川“讨贼军”第1混成旅旅长:19，亲率部下在涪陵截获为吴佩孚运送军火的日本轮船“宜阳丸”:19。11月。后因“讨贼军”内部分裂，作战失败，这使他对孙中山依靠地方军阀能否成功产生了疑虑:22。1924年秋以滇川黔建国联军先遣队名义率部回湘，12月攻占澧州:24。1925年3月任建国川军第1师中将师长，4月任澧州镇守使:25、27。1925年年底，由于支持五卅运动，以及辖区内日本轮船贸易亏损，贺龙遭到赵恒惕进攻，被迫率部退到贵州铜仁。

#### 北伐战争
1926年7月，贺龙率部加入国民革命军，任第八军第6师师长兼湘西镇守使:32。8月改任第九军第1师师长，通电参加北伐战争，并欢迎由共产党员周逸群率领的国民革命军总政治部左翼宣传队留在一师工作:35。9月，在所部开办政治讲习所，建立政治机关，并任命周逸群为政治部主任。与此同时，率部攻入湖北，激战黄金口、斗湖堤，连克松滋、沙市、宜昌:37-40。1927年2月，任独立第15师师长:40。5月率部参加第二次北伐，在河南西华逍遥镇和临颍小商桥两败奉军。6月，贺龙任第20军军长，奉命回师武汉。

### 第一次国共内战时期

#### 南昌起义
1927年7月上旬，贺龙在武汉国民政府主席汪精卫分共前夕，会见中共领导人周恩来，表示拥护中国共产党的主张:50。7月下旬，率部开赴九江，会见谭平山等共产党人:51。到达南昌后，被周恩来代表中共前敌委员会委任为起义军总指挥兼第20军军长。8月1日，贺龙参与领导南昌起义。國民政府方面則馬上調集軍隊包圍了南昌。8月3日，中共部隊按计划撤离南昌。8月7日，張發奎率第四軍入南昌，接著追擊中共部隊。而中共方面，蔣光鼐、蔡廷鍇師在南進廣東途中脫離了部隊:57。又因天氣暑熱，長途行軍，且未鼓動群眾，後勤工作不佳，沿途逃亡的士兵很多。9月，贺龙在瑞金由周逸群、谭平山介绍加入中国共产党:57-58。南下中共部隊在途中遭粵軍和中央軍夾擊。在部隊到達廣東大埔县三河壩後，周恩來決定主力南下进击潮汕地區，试图獲得蘇聯共產國際海運的援助。留朱德率第25師堅守三河壩。9月23日至10月2日，南下中共部隊到達汕頭。於潮安汕頭戰鬥及揭陽戰鬥過程中，一度攻占潮汕，但最终於湯坑受到大敗:59起义军在潮汕失败后，贺龙经香港转到上海。

#### 湘鄂边苏区
贺龙到达上海后，向周恩来提出返回湘鄂西，获得批准:60。1928年1月，贺龙返回湘西，与周逸群等组成中共湘西北特委
。3月回到桑植后，组织起3000余人的工农革命军，攻占桑植县城:67。4月初，在国军反扑时作战失利，队伍大部失散:67。7月任中共湘西前敌委员会书记和重新组建的中国工农革命军第四军军长。9月，因遭人举报，部队遭国军多次袭击，损失巨大，被迫退入湖北鹤峰山区:69。在姐姐贺英指点下，贺龙决心创建新型武装:70。1929年1月，贺龙率部袭占鹤峰县城，创建湘鄂边苏区:71。此时接到中共中央《关于军事策略问题给贺龙同志之指示信》，他谢绝了信中要他离开湘西到中央工作的意见，表示要在当地坚持斗争，并对部队进行思想整顿，反对军阀主义和“拖队”等倾向，建立各级政治工作机关:71。不久，指挥红四军挫败湘鄂西民团联防的多路进攻，击毙总指挥王文轩，攻占桑植县城:72。7月，采取诱敌深入和伏击战术，歼灭国军向子云旅，使红四军发展到4000余人。随后率部向大庸、慈利发展，消灭地方武装和团防。

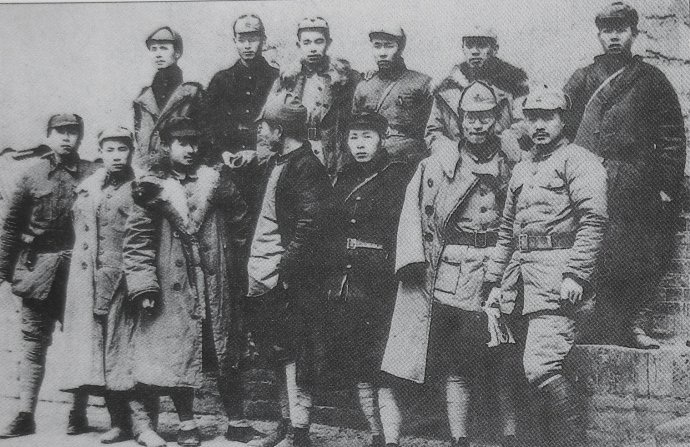
红军长征胜利后，红二方面军部分領導人合影，前排左起甘泗淇、贺炳炎、关向应、王震、李井泉、朱瑞、贺龙。后排左起张子意、刘亚球、廖汉生、朱明、陈伯钧、卢冬生。

#### 红二军团
1930年7月，贺龙率部东进，4日在公安县南平文庙与周逸群创建的红六军会合，任合编的红二军团总指挥，指挥所部攻占潜江等地:77。10月起，由于以邓中夏为首的中共湘鄂西特委命令红二军团南渡长江配合进攻长沙，部队接连失利，被迫退到鹤峰、五峰一带。1931年3月，红二军团改编为红三军，他任军长，率部转战荆门、当阳、远安地区:81。6月攻占房县，创建鄂西北苏区。10月率部返回洪湖:82。1932年春，连获龙王集、文家墩等战斗的胜利，使洪湖苏区进入全盛时期:86。但在夏曦左倾路线影响下，致使红三军第四次反围剿中陷于不利，被迫于10月退出洪湖，绕道豫西南、陕南、鄂川边转往湘鄂边。1933年，曾多次准备在湘鄂边重建根据地，但都未成功:94。期间，对中共湘鄂西中央分局书记夏曦推行左倾路线和肃反扩大化进行抵制。1934年5月，率部进入川黔边的沿河、印江、德江、松桃、酉阳等地，创建黔东苏区:95。在此期间，蒋介石曾派遣熊贡卿前来劝降贺龙，但贺龙在报告湘鄂西分局后，将他处决:93。
1934年10月，红三军与红六军团会师，创建了湘鄂川黔苏区。11月，部队攻入湖南，在龙家寨歼陈渠珍2个旅大部，并建立湘鄂川黔边革命根据地，贺龙任红二军团兼军区司令员:100-101。

#### 红军三大主力会师
1935年初，国军以80余团兵力，分六路进行围剿，贺龙采取诱敌深入、歼其一路的战法，在桑植陈家河歼国军58师172旅；接着又在桃子溪歼国军58师师部及174旅，并乘胜东出慈利，连战连捷。5月，指挥部队转向湖北，以一部包围宣恩，以主力在忠堡地区打援，歼国军41师师部和121旅，俘虏师长张振汉:105。8月在板栗园设伏，歼国军85师大部，击毙师长谢彬:107。随后又在芭蕉坨击溃国军陶广纵队10个团，彻底挫败国军围剿，并乘胜占领石門、澧州、津市、临澧等县城:107。1935年9月，蒋介石率领国民革命军采用分进合击进攻湘鄂川黔边。11月，他与任弼时等从湖南省桑植县统一指挥红二、六军团突围国军封锁，开始长征。
1936年2月，在黔西县城参加中共湘鄂川黔省委会议，决定两军团创建川滇黔边根据地，之后与任弼时率红二、六军团在乌蒙山区与国民革命军周旋。7月2日，红二、六军团到达四川甘孜，与张国焘、徐向前的红四方面军会合。红二、六军团及红三十二军组成红二方面军，任红二方面军总指挥，期间与张国焘斗争。10月，红二方面军与红一方面军在将台堡会师，长征结束。11月，指挥所部参加山城堡战役。12月，贺龙任中共中央革命军事委员会主席团委员:126。

### 抗日战争与第二次国共内战时期

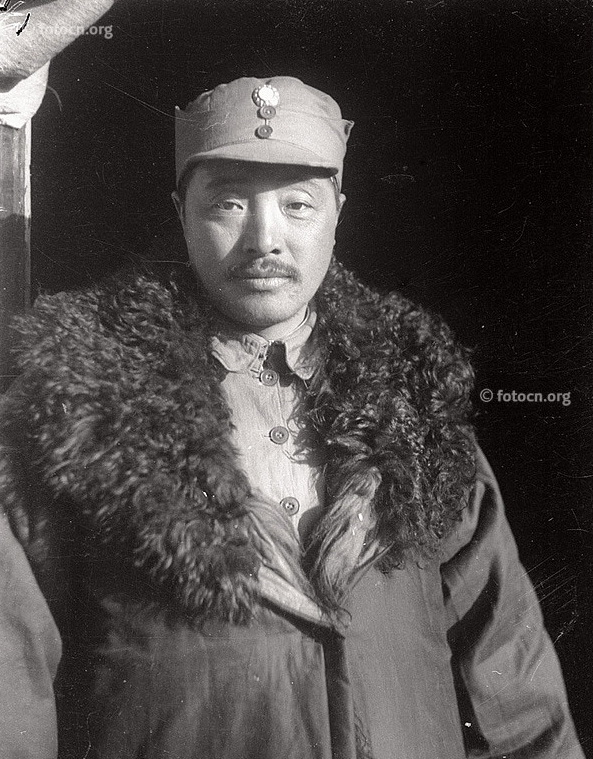
任八路军120师师长时的贺龙

#### 国民革命军第八路军
1937年8月22日，贺龙出席洛川会议，随后任命为中央军委前方分会组成人员:129-130。25日，红二方面军改编为八路军120师，贺龙任师长，率部参加抗日战争。10月起，在雁门关等地打击日军:135。在作战中坚持独立自主的方针，发动群众开展游击战争:137。1938年2月，指挥晋西北七城战役，收复七座县城，歼日伪军1500余人:145。同年秋，以主力一部组成大青山支队，挺进绥远开辟大青山根据地:149。1938年12月，贺龙率师主力东进冀中，扩大冀中根据地并进行扩军。1939年4月，指挥齐会战斗，与日军激战三昼夜，期间遭日军毒气弹袭击中毒。1939年8月，因国共摩擦，贺龙率120师返回晋西北:171。10月，指挥陈庄战斗，歼日伪军1200余人:174。

#### 主政西北
1940年2月回到晋西北，任晋西北军政委员会书记，挫败日伪军扫荡。8月，指挥所部参加百团大战。11月，任晋西北军区司令员。领导军民进行反扫荡、反蚕食、反治安强化运动:194-195。
1942年，贺龙任中共中央西北局常委、晋绥军区司令员、陕甘宁晋绥联防军司令员:162，兼西北财经委员会副主任:203。在此期间，陕甘宁边区面临日军和国民政府的经济封锁，贺龙提出“一手拿枪，一手拿锄”的口号:208，派359旅到南泥湾屯垦，使部队基本实现自给:207；统一边区财政，实行盐和土特产品统销制度，克服了根据地的经济困难:206。1945年，贺龙出席中共七大，当选为中央委员。
抗日战争结束后，贺龙担任晋绥野战军司令员，指挥攻占文水等地。10月，率部挺进绥南，协同晋察冀野战军发起绥远战役，打击傅作义部国军:219。1946年7月，指挥晋北战役，攻克八座城市，歼阎锡山部8600余人:228。8月，同聂荣臻率部发动了大同集宁战役，因傅作义的巧妙救援，解放军的进攻以失败告终。1947年7月，中共中央小河会议决定，贺龙以陕甘宁晋绥联防军司令，统一领导陕甘宁、晋绥两个边区部队及后方工作，集中一切人力、物力、财力支援西北解放战争:394，保障中共中央后方基地的安全，同时负责整个西北战场后方工作和根据地建设。贺龙首先同习仲勋、林伯渠、王维舟、贾拓夫等中共中央西北局和陕甘宁边区政府领导人一起，迅速实现了两区财政经济的统一。贺龙兼任西北财经办事处主任，并将两区的银行、贸易公司合并，成立了统一的西北农民银行和西北贸易公司。主持了联防军后勤工作会议，在军队供给上实行统筹统支，将财务部门和供给部门合并，做到财供统一。指示陕甘宁各地成立兵站，由地区专员和县长兼任站长，负责筹粮、筹款、运输、供应，使野战军走到哪里，便可以在哪里得到供应，集中党政军民的力量，为前方筹集经费、粮草、被服、弹药:235，开展新式整军运动等军队政治工作:236，加强陕甘宁晋绥联防军区地方兵团建设：压缩机关、充实连队；在老区动员失散兵员归队；在新区动员群众参军、组织游击队、扩大地方兵团。这样做一方面可作野战军的补充兵团；另一方面也可以升级为野战兵团。保障了西北野战军挫败国军重点进攻并转入外线实施战略反攻:237。1948年2月，贺龙任陕甘宁晋绥联防军区司令员，9月兼任西北军政大学校长。1949年2月，任西北军区司令员。5月，担任西安军事管制委员会主任:245，6月任中共中央西北局第二书记。

### 中华人民共和国建立初期

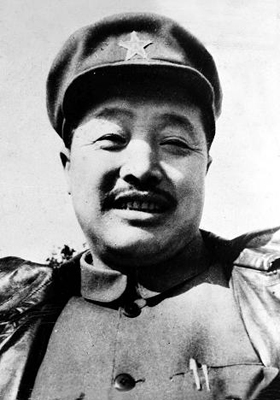
1950年，时任西南军区司令员的贺龙

#### 主政西南
1949年10月，贺龙任中共中央西南局第三书记、西南军政委员会副主席、西南军区司令员:251，率第18兵团翻越秦岭进入四川作战，以“先慢后快”的作战方针协同第二野战军发起成都战役，迫使国军主力裴昌会兵团投降，攻占西南全境。攻占西南后，他组织了一系列工作，包括整编国军投降部队:256，肃清土匪武装:261，恢复工农业生产等:269。同时，贺龙还部署昌都战役，促成西藏和平解放:273。
1952年秋邓小平从西南调到中央工作，贺龙接任西南局书记，主管西南军政委员会和西南军区的工作。

#### 主持国家体委
新中国成立后，体育工作是由新民主主义青年团中央委员会主管，中华全国体育总会十几名工作干部都是由团中央调任。1952年7月29日至8月14日，中华全国体育总会副主席兼秘书长荣高棠率领中国体育代表团到参加芬兰赫尔辛基第十五届奥林匹克运动会。8月21日，中华全国体育总会举行第二次常务会议，听取了荣高棠关于中国代表团参加该届奥运会的情况报告和今后如何加速发展中国体育事业的建议。会后，中华全国体育总会向刘少奇和中共中央呈递了《关于参加第十五届奥运会的情况报告》，报告中建议：在政务院下成立一个与各部、委平行的全国体育事务委员会，“委员会的主任委员，最好请贺龙那样的一位将军来担任。”1952年9月6日，中华全国体育总会主席马叙伦在呈送政务院总理周恩来的《关于中华全国体育总会召开第二次常务委员会情况的报告》中也建议：在政务院设立一个与部、委平行的全国体育事务委员会。时任中宣部部长，分管文教、体育的习仲勋，曾和贺龙在西北并肩战斗。贺龙多次与不安心体育工作的领导干部现身说法:“我是自愿干体育工作的。我当体委主任，是周总理和小平同志点的将，是毛主席下的令”“我请示过毛主席：我当体委主任，有没有人 (事) 权、财权？主席说，有！你需要谁就调谁;经费你找财政部长邓小平，他是你的老熟人嘛!我说，好，中央给我人权和财权，我就干！”
1952年9月，中央征得贺龙同意兼任中央体委主任。1952年11月15日，周恩来总理在中南海怀仁堂主持中央人民政府委员会第十九次会议，讨论增设中央人民政府体育运动委员会的议题；周恩来正式提议：为了加强对体育运动的领导，建议贺龙担任中央体育运动委员会主任，蔡廷锴担任副主任。会议一致通过了这项任命。任命通知书的时间是1952年11月20日。贺龙实际仍在重庆主持西南大区的党政军工作，由中央体委秘书长荣高棠负责体委日常工作。1953年4月贺龙到北京主持召开了第一次全国体育工作会议，在会上贺龙提出:“为了把中央体委的机构建立起来和逐步建立、健全各级体委，必须首先解决干部问题。目前，必须向中央要些‘母鸡’，从中央、大区、部队调，作为我们的骨干。”会后贺龙返回重庆继续工作。
1954年4月1日 毛泽东主持中共中央政治局会议，其中一项议程是审议《中央人民政府体育运动委员会党组关于加强人民体育运动工作的报告》，由荣高棠代表中央体委向政治局会议汇报工作。
1954年10月下旬，全国各大行政区撤消，贺龙入京正式就任军委副主席、国务院副总理、国防委员会副主席、国家体育运动委员会主任。在入京途中说服从西南大区调任国家内务部副部长的蔡树藩改调国家体委，后被任命为国家体委副主任。贺龙邀请起义将领、西南军政委员会副主席卢汉来国家体委工作。1954年11月1日，国务院正式任命蔡廷锴、蔡树藩、卢汉、黄琪翔、荣高棠为国家体委副主任。中共中央组织部批准原西南局宣传部长张非垢任国家体委秘书长、黄中为副秘书长的任命。1956年，张非垢和黄中晋升为国家体委副主任，张非垢时年33岁，是国务院系统副部级干部中是最年轻的。
贺龙遵照毛泽东“发展体育运动，增强人民体质”的方针，提出“体育要为广大人民群众服务”:291-292，组织多种形式的全民健身运动，举办全国运动会，建设基层体育组织:293。1965年1月，向毛泽东推荐徐寅生《关于如何打乒乓球》的讲话:305。他注重体育运动作风建设，提出不怕苦、不怕难、不怕伤的“三不怕”和思想、身体、技术、训练、比赛“五过硬”的口号:288，从严、从难、从实战出发、大运动量训练的“三从一大”，使中国体育运动水平在短时期内迅速提高，一些项目达到世界先进水平，乒乓球、举重、登山、游泳、田径等项目先后产生了一批世界冠军和世界记录:306，篮球、足球、排球水平也有很大提高:310。

#### 副总理
1954年6月，贺龙任中央人民政府人民革命军事委员会副主席。9月，在第一届全国人大上当选国防委员会副主席、国务院副总理。除主管体委之外, 还协助周恩来总理处理国务院有关事务、外交和中央机关的定编工作等。兼任国务院编制审查委员会主任，主持机关精简整编:313。
1955年9月27日，被授予元帅军衔和一级八一勋章、一级独立自由勋章、一级解放勋章。1956年3月，作为中国政府特使，出席巴基斯坦首任总统伊斯坎德尔·米尔扎的就职典礼:315。
1956年9月，出席中共八大，当选中共中央政治局委员。

#### 主持国防工业
1959年9月，贺龙出任中共中央军委副主席，主管国防工业，1960年任军委国防工业委员会主任:328。贺龙多次到基层调查研究，狠抓军工产品质量，尤其重视飞机的生产；并强调自力更生發展国防工业，完善国防工业体系:342。

#### 主持军委日常工作
1963年9月起，主持军委日常工作:355，组织了大练兵、大比武等活动:356。1964年8月，在向毛泽东汇报军队减薪工作时，提出取消军衔制，获毛泽东认可。1964年11月苏联领导人赫鲁晓夫下台后，贺龙随周恩来前往苏联访问，试图修复中苏关系。然而在11月7日举行的纪念十月革命招待会晚宴上，苏联国防部长马利诺夫斯基对贺龙说到“中苏关系所以不好是因为赫鲁晓夫和毛泽东关系不好，我们已经赶走了赫鲁晓夫，也该你们赶走毛泽东了，这样，我们的关系就没有障碍了，可以回到原来的轨道上来了”，并与贺龙发生争吵。随后，中国代表团团长周恩来当即向勃列日涅夫和柯西金提出抗议。勃列日涅夫则解释说马利诺夫斯基喝醉了，酒后胡言。周恩来则认为是酒后吐真言，要求苏方正式道歉。苏共领导人未立即回应。周恩来随即率领代表团全体成员退出宴会厅表示抗议。第二天，勃列日涅夫代表苏共中央向中共中央道歉。而苏中关系因此继续恶化。

### 文化大革命时期

1966年8月31日，文化大革命初期，贺龙曾与毛泽东、林彪同乘吉普车接见红卫兵。

#### “二月兵变”
文化大革命爆发不久，贺龙对文革中“无限上纲”的作法表示不满。林彪和康生指控贺龙准备推动“二月兵變”，企图刺杀毛泽东，又指国家体委是「贺龙的独立王国」，「混进了大批叛徒、特务和走资派。毛泽东为了了解情况，在中南海游泳池邀约贺龙，对贺龙说：“你不要紧张，我做你的保皇派！”他接着说：“我对你是了解的，我对你还是过去的三条：忠于党、忠于人民，对敌斗争狠，能联系群众。”9月6日，林彪受毛泽东委托，就贺龙问题在中央军委会议上正式“打招呼”。9月10日，賀去见林。11月13日，贺龙在中共中央军委接见外地来京串连的军队院校师生大会上，要求军队院校师生發扬光荣传统，遵守纪律，不介入、不干涉地方文化大革命，不参加上街游行、炮打司令部等活动:366。

#### 含冤受屈
1967年1月，毛澤東決定隔離賀龍，他和周恩来在中南海作了專門研究，要周親自去落實 。1月10日，贺龙在人身安全遭受威胁的情况下，经周恩来安排，被转往西山，随即失去人身自由，被立案“审查”，受到嚴重迫害:370。1968年10月，中共八届十二中全会上，毛泽东表示：“对贺龙不保了。”

#### 去世
1969年6月8日，贺龙在糖尿病恶化的情况下未被注射胰島素治療，反被注射高滲葡萄糖溶液試圖造成賀龍自殺的假象，9日送301醫院仍被故意延誤診療機會旋即因糖尿病酸中毒病逝 。

#### 平反
九一三事件后，毛泽东于1973年底在军委会上承认在对待贺龙的问题上“搞错了”，并说“我听了林彪一面之辞，所以我犯了错误”。1974年9月29日，中央发表了《关于为贺龙同志恢復名誉的通知》，然而这一决定仍有所保留。1975年6月9日，在贺龙逝世6周年之际，贺龙的骨灰安放仪式在八宝山革命公墓礼堂举行，周恩来在追悼会上连鞠7个躬:381。后贺龙的骨灰由北京迁葬家乡张家界。1982年10月，中共中央又作出了《为贺龙同志彻底平反的决定》:382。

### 纪念与评价

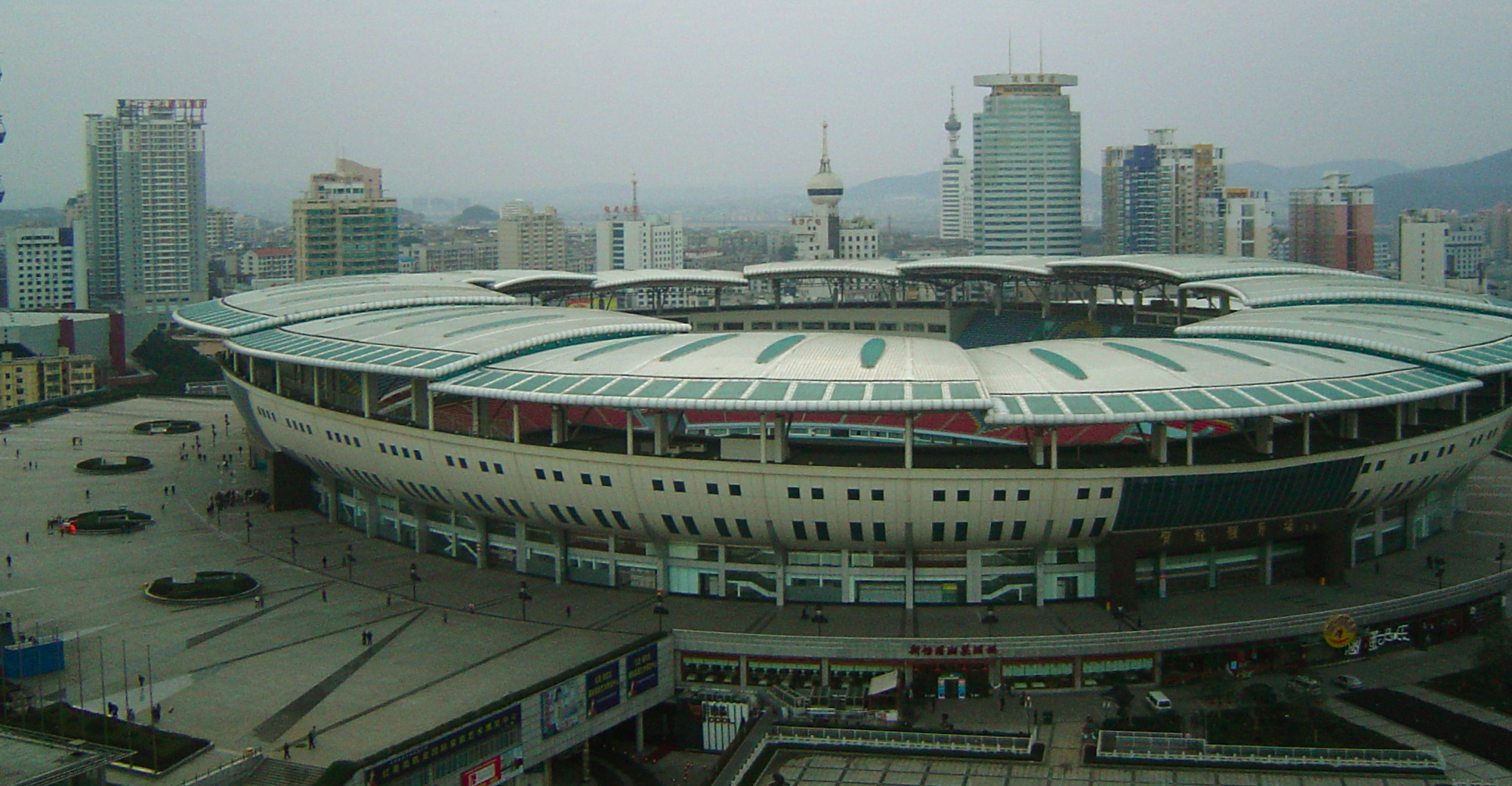
位于湖南长沙的贺龙体育文化中心

1982年10月16日，中共中央宣布为贺龙彻底平反时，称贺龙为“我党的优秀党员，久经考验的无产阶级革命家，卓越的军事家，是我军的创始人之一”。并赞誉他“光明磊落，刚直不阿，顾全大局，豁达大度，平易近人，对革命坚信不移，对困难从无畏惧，始终充满革命乐观主义”。1996年3月21日，中央军委副主席刘华清在“纪念贺龙同志诞辰一百周年座谈会”上讲话赞誉贺龙“多谋善断，沉着坚定，机智果敢，具有高超卓越的军事指挥艺术”、“实事求是，注重深入实际，讲求实效，勇于开拓，具有理论联系实际的优良作风”。
贺龙除“贺胡子”的外号外，还有“岳飞岳鹏举”的别称。早在秋收起义时，毛泽东就曾用“两把菜刀闹革命”的故事激励部下:13。长征到达陕北后，毛赞誉贺龙是“红二方面军的旗帜”，并对他率领红二、六军团低损失完成长征表示钦佩；此后还称贺龙为“老总”，而在中共将领中，只有朱德、彭德怀、贺龙三人被毛泽东称为“老总”。此外，贺龙也是中华人民共和国体育事业的奠基人:352。曾任国家体委副主任的荣高棠回忆说：“他为了把‘三大球’（足球、篮球、排球）搞上去，组织观摩解放军大练兵运动，学习‘郭兴福教学法’，还请来世界女子排球冠军日本队的教练大松博文来帮助我们进行严格训练。采取这些措施曾使‘三大球’颇有起色。”1995年11月18日，刘华清为贺龙题词：“开国元勋，世人楷模”:383
1977年，由湖南省县两级政府拨款，将桑植县洪家关贺龙故居按原貌修复。1983年，湖南省人民政府将贺龙故居列入重点文物保护单位。1989年11月，贺龙被中共中央军委确定为中国人民解放军军事家之一。2006年5月25日，贺龙故居被国务院批准列入第六批全国重点文物保护单位名单。
- 在张家界市桑植县洪家关乡的贺龙纪念馆有贺龙全身铜像。
- 张家界-天子山有贺龙巨石雕像。
- 在洪湖市新堤镇的湘鄂西苏区革命烈士纪念馆，耸立在郁郁的翠柏环抱中的贺龙全身铜像。
- 在刘家坪中国工农红军第二方面军长征出发地纪念馆前有贺龙扬鞭策马铜像，馆內有第二方面军领导人任弼时、贺龙、关向应、萧克、王震的群塑像。

对于贺龙的批评，主要集中于他的旧军队出身。陈独秀在1930年认为“湘鄂交界贺龙的第二军，系一色土匪即所谓贺大哥的旧部，人数根本不能确定，这个‘红军’向来就没有一点党及农民组织的关系。”文化大革命时期，贺龙则被冠以“大土匪”、“大军阀”等进行批判，最终被迫害致死:163。

## 荣誉

### 国内奖勋
- 中华人民共和国
  -  一级八一勋章（1955年9月27日于北京授予）
  -  一级独立自由勋章（1955年9月27日于北京授予）
  -  一级解放勋章（1955年9月27日于北京授予）

### 外国奖勋
- 柬埔寨王国
  -  大十字级沙瓦德拉王家勋章（1956年2月18日于北京颁发）[65]

## 著作
回忆录
- 《开展沦陷区工作及平原游击战部署》1940年7月
- 《抗战第六周年战术经验总结》1943年
- 《湘鄂西初期的革命斗争》1962年1月，载《星火燎原（选编之一）》
- 《贺龙口述、自传》2009当代中国出版社

文集
- 《贺龙军事文选》1989年解放军出版社
- 《贺龙文选》上下卷1996年军事科学出版社

## 家庭
贺龙先祖原籍湖北省安陆府钟祥县贺家湾。远祖贺崇先，明末随农民起义武装余部来到湖南，在慈利县九溪卫落户。清顺治十年，桑植县土家族群众举兵起义，清政府派兵镇压:1。当时，桑植属九溪卫巡检司管辖。贺崇先被迫应征加入清军到了桑植，后来就在洪家关定居下来。桑植习俗将居民划分为“军、民、客、土、苗”5家，“军家”是指从军后在当地落户的人家，贺氏属于汉族军家:2。据《贺氏家谱》载，贺龙的祖父、曾祖父辈，贺家均有人与谷姓和其他姓氏的白族人家联姻。因此，有人认为贺龙是白族血统。贺龙祖父贺良仕，武举出身，原有一定家产；然而到贺龙父亲贺士道时，家道中衰。贺士道娶鹤峰土家族妇女王金姑为妻，有五女二子，贺龙排行第四:2。姐姐贺民英（贺英）、贺五妹，妹妹贺满姑，弟弟贺文掌。
贺龙在家乡时曾经有一个童养媳徐月姑，生了一个女儿贺金莲:7。徐月姑在南昌起义期间病故。1920年，賀龍父親被土匪截殺，弟弟被蒸死，族裡按照桑植風俗，要喪事期間給賀龍續娶，以期生子，謂之「喪婚」。這樣賀龍就娶了土家族姑娘向元姑:16，又纳了艺人出身的胡琴仙为妾。贺龙后将家眷接到上海。后来向元姑从上海回到家乡，1949年病故。胡琴仙和贺金莲被捕。国共合作以后，胡琴仙出狱，化名王琳回到家乡，晚年定居重庆。长征前，贺龙与萧克分别娶了出身商人家庭的一对学生姐妹，贺龙娶了姐姐蹇先任，萧克娶了妹妹蹇先佛。蹇先任生有一女贺捷生，后离婚。1942年，贺龙与薛明结婚，生有一子贺鹏飞，两个女儿贺黎明，贺晓明:209。
贺龙长子贺鹏飞，中国人民解放军海军中将，曾任海军副司令员。女儿贺捷生，少将军衔，曾任军事科学院军事百科研究部副部长。有谣言曾称贺龙之女贺捷生曾在文革中对父亲进行大字报批判，但贺捷生本人在2012年3月9日的全国政协讨论中对此否认，称网络流传为伪造，并呼吁彻查网络造假 。

## 主要影視形象
- 1979年电影，《曙光》，王天鹏 饰。
- 1980年电影，《元帅之死》，李仁堂 饰。
- 1981年电影，《南昌起义》，高长利 饰。
- 1981年电影，《元帅与士兵》，王天鹏 饰。
- 1982年电影，《战斗年华》，高长利 饰。
- 1983年电影，《贺龙军长》，夏宗佑 饰。
- 1990年电视剧，《贺龙传奇》，4集，张勇汉 饰。
- 1994年电视剧，《贺龙在武当山》，6集，赵雍 饰。
- 1996年电视剧，《贺龙》，20集，张勇汉 饰。
- 1996年电视剧，《贺龙擂石鼓》，10集，张华 饰。
- 2006年电视剧，《雄关漫道》，20集，杜源 饰。
- 2007年电影，《八月一日》，侯勇 饰。
- 2007年电视剧，《贺龙传奇》，20集，六小龄童 饰。
- 2017年电影，《建军大业》，王景春 饰。